# 大韩航空YS-11劫机事件
大韩航空YS-11劫机事件，是在1969年12月11日下午12:25从韩国江原道江陵空军基地飞往首尔金浦国际机场途中被朝鲜特工趙昶熙劫持，机上载有4名机组人员和46名乘客（不包括趙昶熙）。两个月后，39名乘客被送回韩国，但机组人员和7名乘客仍然滞留在朝鲜。

## 事件
根据乘客的证词，其中一名乘客在飞机起飞10分钟后从座位起身进入驾驶舱，随后飞机改变方向，并有三架朝鲜人民空军战斗机跟随。下午1:18，飞机降落在元山附近的宣德飛行場。朝鲜士兵随后登机，蒙上乘客的眼睛，并指示他们下机。
朝鲜声称，飞行员飞向朝鲜是为了抗议时任韩国总统朴正熙的政策。韩国警方最初认为副驾驶与两名朝鲜特工合谋。劫持事件第二天晚上，10万名韩国人冒着寒冷天气举行群众集会抗议劫持事件，并焚烧金日成的肖像。
12月25日，朝鲜提议就此事举行会谈，会谈终于在1970年1月下旬举行。事件发生66天后，朝鲜于1970年2月14日通过板门店释放39名乘客。获释乘客在陈述中反驳朝鲜的说法，他们将劫机归咎于其中一名乘客。一名乘客称，他不顾朝鲜卫兵的指示向飞机窗外望去，看到劫机者被一辆黑色轿车接走。据报道，一名乘客因为囚禁导致精神错乱，失去语言能力。

## 事后
大部分未归乘客的情况不明，他们受过上流社会教育。前国家情报院宋永仁在2008年的大韩航空YS-11航班家庭委员会会议上说，他们可能是因为朝鲜看重他们的宣传价值而被留下。1986年，曾叛逃朝鲜的吳吉男说，他见过两名空姐以及文化廣播公司的员工黃元和金鳳周，他们向韩国进行宣传广播，他从女儿那里听说机长和副驾驶在朝鲜人民空军工作。空姐成敬姬的母亲在2001年被允许去朝鲜看望女儿，成敬姬说她和空姐鄭敬淑仍是朋友，并住在同一个城镇。
未归乘客黃元生的儿子黄仁哲在劫持事件时只有26个月大，他在2008年成立大韩航空YS-11航班家庭委员会并向韩国政府施压，要求进一步调查。2009年，他表示，他感到特别“疏远”，因为是媒体对2009年朝鲜监禁美国记者关注了141天，而对他父亲（也是一名记者）却没多少人报道，他已经有40年没见他的父亲。2010年6月，他向联合国人权理事会强迫或非自愿失踪问题工作组申请将未归乘客作为强迫失踪案件进行调查。2012年2月，他对绑架他父亲的朝鲜间谍提起诉讼。
此飞机航空器註冊編號HL5208因此事退役。飛機的去向在事件發生後很長一段時間都不清楚，但根據北京市科技委員會2007年發布的技術報告，於1973年到1974年間，朝鮮曾把一部YS-11送到中國民航101廠（北京飛機維修工程公司前身）進行了大規模的修理。当时该机已超过规定的使用寿命六年，很多机件磨损老化，发动机超温烧伤，漏油严重。双方商定，除对发动机进行热部件检修外，还参照该机4000小时定检项目进行检修，同时进行17项加改装措施。在1974年6月，經過朝鮮人員進行檢查後，它被移交給了朝鮮。

## 未归乘客和空姐列表
总共有四名机组人员和七名乘客未返回韩国。所列年龄是劫机时的年龄。
- 柳炳夏，38岁，机长
- 崔石滿，37岁，副驾驶
- 鄭敬淑，24岁，空姐
- 成敬姬，23岁，空姐
- 李東基，49岁，印刷公司经理
- 黃元，32岁，文化廣播公司项目负责人
- 金鳳周，27岁，文化廣播公司摄影师
- 蔡憲德，37岁，医生
- 林哲洙，49岁，公司职员
- 張基英，40岁，食品公司企业家
- 崔貞雄，28岁，韩泰斯莱特公司员工